# Microregione di São Miguel dos Campos
São Miguel dos Campos è una microregione dello Stato dell'Alagoas in Brasile, appartenente alla mesoregione di Leste Alagoano.

## Comuni
Comprende 9 comuni:
- Anadia
- Boca da Mata
- Campo Alegre
- Coruripe
- Jequiá da Praia
- Junqueiro
- Roteiro
- São Miguel dos Campos
- Teotônio Vilela